# Medauroidea dolichocercata
Medauroidea dolichocercata är en insektsart som först beskrevs av Wen-Xuan Bi och Z.G. Wang 1998.  Medauroidea dolichocercata ingår i släktet Medauroidea och familjen Phasmatidae. Inga underarter finns listade i Catalogue of Life.